# Едсел Форд
Едсел Брайънт Форд (6 ноември 1893 - 26 май 1943 г.) е син на Клара Джейн Брайънт Форд и единственото дете на Хенри Форд. Той е президент на Форд Мотър Къмпани от 1919 г. до смъртта му през 1943 г. Най-големият му син е Хенри Форд II.
Работи в тясно сътрудничество с баща си, като единствен наследник на бизнеса, но желае да развива автомобили, по-вълнуващи от модела T (Tin Lizzie), в съответствие с личните му вкусове. Дори като президент, той не може да убеди баща си да позволи всяко отклонение от тази формула. Само промяна в пазарните условия му позволява да развие по-модерен модел А през 1927 г. Едсел основава и дивизията Меркурий и отговаря за Линкълн Зефир и Линкълн Континентъл. Представя важни характеристики, като хидравлични спирачки и значително засилва производството на компанията в чужбина.
Едсел Форд е главен художествен благодетел в Детройт и финансира полярните проучвания на адмирал Ричард Бърд. Той почива от рак на стомаха на 49 години, но възобновява президентството на компанията, преди да го предаде на Хенри Форд II.